# Setagaya
Setagaya (世田谷区?, Setagaya-ku) è uno dei 23 quartieri speciali di Tokyo.
Nel 2008 il quartiere conta una popolazione di 844 638 abitanti ed una densità di 13 960 persone a km². La sua area totale è di 58,08 km², e lo rende il secondo quartiere più grande della città.

## Geografia fisica
Setagaya si colloca nella zona sud-ovest dei 23 quartieri speciali, cioè quelle 23 municipalità che formano il centro di Tokyo. Il fiume Tama separa il quartiere dalla prefettura di Kanagawa.
Nel territorio passano diverse linee sia del treno che della metropolitana di Tokyo che permettono un collegamento veloce con la stazione di Shibuya, centro di gravità giovanile e punto di incontro tra le nuove generazioni giapponesi.
Setagaya è uno dei quartieri più residenziali della città e qui risiedono molte celebrità legate alla televisione.

## Storia
Durante il periodo Edo, nell'area dell'attuale distretto di Setagaya si trovavano un totale di 42 villaggi. Con l'abolizione del sistema han nel 1871, le porzioni centrale e orientale divennero parte della Prefettura di Tokyo mentre il resto divenne parte della Prefettura di Kanagawa. Nel 1893 altre parti di questa furono incorporate nella Prefettura di Tokyo.
Quando la città di Tokyo si espanse nel 1932, Setagaya divenne un distretto della città, dopo ulteriori fusioni, assunse le dimensioni attuali nel 1936.
Dopo lo scioglimento della città di Tokyo nel 1943, Setagaya venne costituita nella sua attuale struttura amministrativa il 15 marzo 1947 quando furono istituiti i 23 quartieri speciali di Tokyo.

## Distretti e quartieri
Il quartiere è diviso in cinque distretti: Setagaya, Kitazawa, Tamagawa, Kinuta e Karasuyama.
Area di Karasuyama
- Hachimanyama
- Kamikitazawa
- Kamisoshigaya
- Kitakarasuyama
- Kasuya
- Kyūden
- Minamikarasuyama

Area di Kinuta
- Chitosedai
- Funabashi
- Kamata
- Kinuta
- Kinutakōen
- Kitami
- Okamoto
- Ōkura
- Seijō
- Soshigaya
- Unane

Area di Kitazawa
- Akatsutsumi
- Daita
- Daizawa
- Gōtokuji
- Hanegi
- Ikejiria
- Kitazawa (incluso Shimokitazawa)
- Matsubara
- Ōhara
- Sakurajōsui
- Umegaoka

Area di Setagaya
- Shimouma
- Ikejirib
- Kamiuma
- Komazawac
- Kyōdō
- Mishuku
- Miyasaka
- Nozawa
- Sakura
- Sakuragaoka
- Sangenjaya
- Setagaya
- Taishidō
- Tsurumaki
- Wakabayashi

Area di Tamagawa
- Fukazawa
- Higashitamagawa
- Kaminoge
- Kamiyōga
- Komazawad
- Komazawakōen
- Nakamachi
- Noge
- Okusawa
- Oyamadai
- Sakurashinmachi
- Seta
- Shinmachi
- Tamazutsumi
- Tamagawa
- Tamagawadai
- Tamagawa-Den'enchōfu
- Todoroki
- Yōga
- Futako-Tamagawa

## Trasporti

### Ferrovia
Tutte le linee ferroviarie che corrono all'interno del quartiere sono ferrovie private, ed è l'unico quartiere dei 23 distretti di Tokyo a non essere servito né dalla metropolitana né dalla JR.
Keiō Corporation
 Linea Keiō: Stazione di Daitabashi, Stazione di Meidaimae, Stazione di Shimo-Takaido, Stazione di Sakurajōsui, Stazione di Kami-Kitazawa, Stazione di Hachiman-yama, Stazione di Roka-kōen, Stazione di Chitose-Karasuyama.
 Linea Keiō Inokashira: Stazione di Ikenoue, Stazione di  Shimo-Kitazawa, Stazione di Shin-Daita, Stazione di Higashi-Matsubara, Stazione di Meidaimae.
Ferrovie Odakyū
 Linea Odakyū Odawara: Stazione di Higashi-Kitazawa, Stazione di  Shimo-Kitazawa, Stazione di  Setagaya-Daita, Stazione di  Umegaoka, Stazione di  Gōtokuji, Stazione di  Kyōdō, Stazione di  Chitose-Funabashi, Stazione di  Soshigaya-Ōkura, Stazione di Seijōgakuen-mae, Stazione di  Kitami.
 Tōkyū Corporation
 Linea Tōkyū Den-en-toshi: Stazione di Ikejiri-Ōhashi, Stazione di Sangen-jaya, Stazione di Komazawa-Daigaku, Stazione di Sakura-Shimmachi, Stazione di  Yōga, Stazione di  Futako-Tamagawa.
 Linea Tōkyū Meguro: Stazione di Okusawa
 Linea Tōkyū Ōimachi: Stazione di Midorigaoka, Stazione di Kuhombutsu, Stazione di Oyamadai, Stazione di Todoroki, Stazione di Kami-noge, Stazione di Futako-Tamagawa.
 Linea Tōkyū Setagaya (metrotranvia): Stazione di Sangen-jaya, Stazione di Nishi-taishidō, Stazione di Wakabayashi, Stazione di Shoin Jinja-mae, Stazione di Setagaya, Stazione di Kamimachi, Stazione di Miyanosaka, Stazione di Yamashina, Stazione di Matsubara, Stazione di Shimo-Takaido
 Linea Tōkyū Tōyoko: Non c'è una stazione all'interno del quartiere, ma la stazione di Jiyūgaoka nel quartiere di Meguro è vicina al confine del quartiere.

### Strada
- Autostrada Tōmei, fino a Komaki
- Autostrada Chūō, verso Suginami o Komaki
- Tokyo Urban Highway 3 (linea Shibuya), Tokyo Urban Highway 4 (linea Shinjuku)
- Autostrada nazionale 20 ( Kōshū Kaidō ), verso Chūō o Shiojiri
- Strada nazionale 246 ( Tamagawa-dōri ), per Chiyoda o Numazu
- Autostrada nazionale 466 ( Daisan-Keihin-dōro ), per Yokohama

## Economia

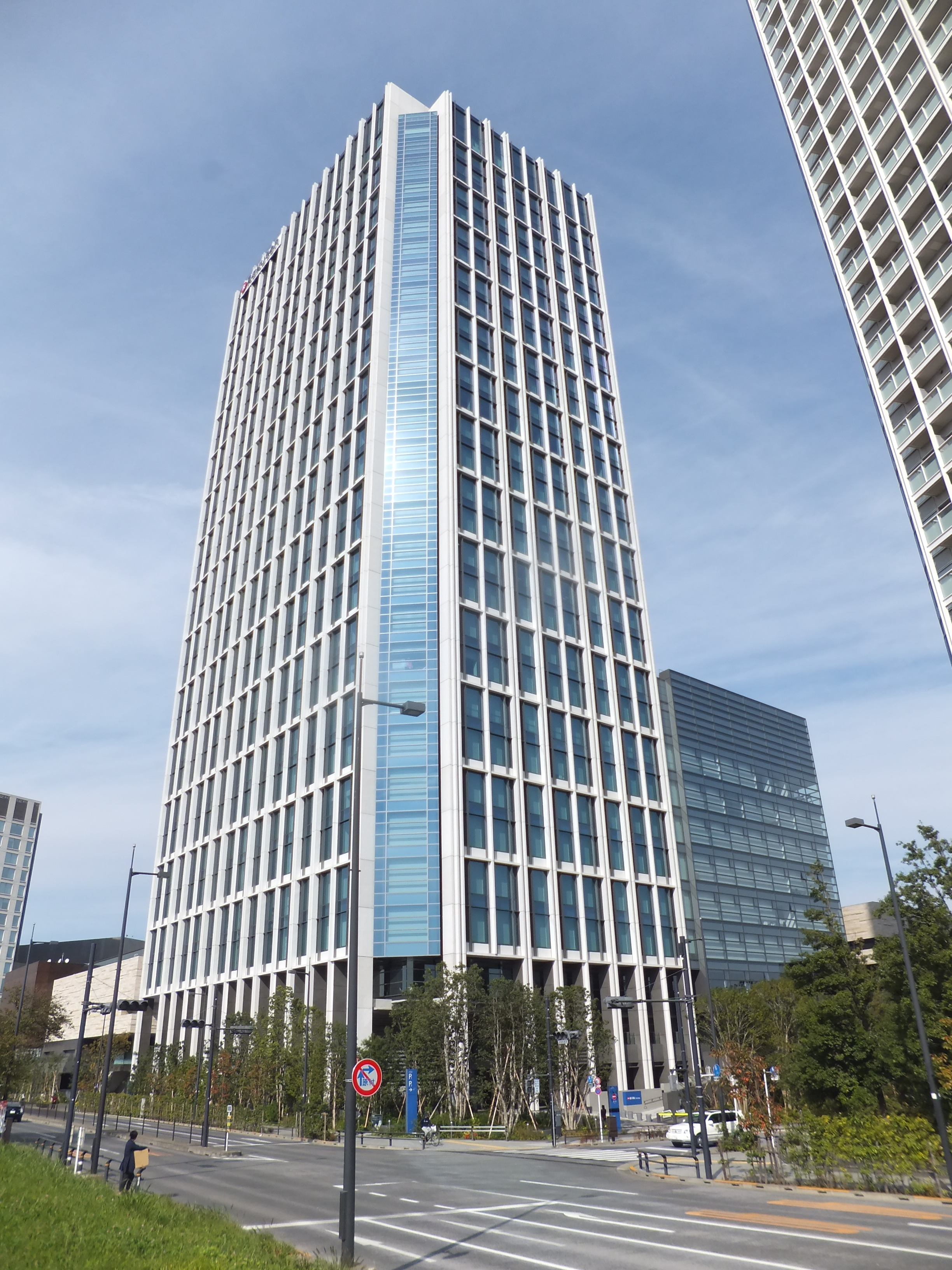
Rakuten Crimson House

- Rakuten ha il suo quartier generale nell'edificio "Rakuten Crimson House" a Setagaya.
- Toho dispone di uffici a Setagaya.
- OLM ha i suoi studi a Setagaya.

## Relazioni internazionali

### Città gemellate
- Kawaba, Giappone
- Bunbury, Australia Occidentale, Australia.
- Döbling, Vienna, Austria.
- Winnipeg, Manitoba, Canada.

### Missioni diplomatiche a Setagaya
- Ambasciata dell'Angola.
- Ambasciata del Camerun.
- Ambasciata del Mozambico.
- Ambasciata del Ruanda.
- Ambasciata della Tanzania.
- Consolato Generale Onorario della Repubblica Centrafricana a Tokyo.
- Consolato Generale Onorario di Malta a Tokyo.